# Омаров, Диас Ильясович
Диас Ильясович Омаров (20 октября 1940, Алма-Ата — 5 июля 2020, Алма-Ата) — советский казахстанский футболист, полузащитник алма-атинского «Кайрата», спортивный журналист, комментатор.

## Биография
Первый тренер — Г. А. Козелько. В 1959—1964 годах играл в «Кайрате» (Алма-Ата).
Обучался на отделении журналистики филологического факультета Казахского государственного университета им. С. М. Кирова.
С 1960 года — инструктор по спорту ДСО «Кайрат», ДСО «Локомотив». С 1966 года — спортивный комментатор Казтелерадио. С 1998 года — спортивный комментатор Казтелерадио и телеканала «Хабар».
Автор многих статей, опубликованных в изданиях «Советский спорт», «Труд», республиканских изданиях. Академик Казахской академии журналистики (с 1998).
Скончался 5 июля 2020 года, похоронен на Центральном кладбище Алматы.

## Семья
Отец — Омаров Ильяс Омарович (1910—1970), был наркомом торговли КазССР, секретарем ЦК Компартии Казахстана, министром культуры КазССР. Мать — Омарова Гульшат Сакиевна (1914—2007).
Разведён. Дочери — Омарова Алина (1963 г. р.), Омарова Гульшад (1968 г. р.); сыновья — Омаров Тимур (1982 г. р.), Омаров Руслан (1988 г. р.).